# دولت موقت الجزایر
دولت موقت الجزایر (به عربی: الحکومة الجزائریة المؤقتة) به‌طور رسمی در تاریخ ۱۹ سپتامبر ۱۹۵۸ در قاهره تشکیل شد، و در همان اولین روز، برنامه خودش را به نام رئیس دولت موقت فرحات عباس صادر نمود و اهداف خود را از تشکیل این دولت به اطلاع همه رساند. این دولت براساس تصمیمات شورای ملی انقلاب الجزایر که در تاریخ ۲۲ تا ۲۸ ماه اوت ۱۹۵۸ جلساتی در قاهره برگزار کرده بود تشکیل شد که در آن جلسات کمیته هماهنگی را برای اعلام تأسیس دولت موقت مکلف کرده بود. دولت موقت جمهوری الجزایر با سه تشکیلات از سال ۱۹۵۸ تا ۱۹۶۲ شناخته می‌شود.

## سازمان کار دولت موقت جمهوری الجزایر در مراحل سه‌گانه

### سازمان کار اول ۱۹۵۸ تا ۱۹۶۰
- رئیس‌جمهور فرحات عباس
- معاونین احمد بن بله، رایح بیطاط و کریم بلقاسم (و وزیر دفاع)
- نخست‌وزیر محمد بوضیاف
- وزیر امور خارجه محمد الأمین دباغین
- وزیر کشور لخضر بن طوبال
- به همراه ۹ وزیر دیگر در مناصب مختلف حکومتی[۲]

### سازمان کار دوم ۱۹۶۰–۱۹۶۱
- رئیس‌جمهور فرحات عباس
- معاون رئیس‌جمهور و وزیر خارجه کریم بلقاسم
- معاونین رئیس‌جمهور أحمد بن بله، حسین آیت احمد و رابح بیطاط
- نخست‌وزیر محمد بوضیاف
- وزیر کشور لخضر بن طوبال
- به همراه ۶ وزیر دیگر در مناصب حکومتی[۲]

### سازمان کار سوم ۱۹۶۱–۱۹۶۲
- رئیس‌جمهور و وزیر امور مالی و اقتصادی بن یوسف بن خدة
- معاون رئیس‌جمهور و وزیر کشور کریم بلقاسم
- معاونین رئیس‌جمهور أحمد بن بله، حسین آیت احمد و محمد بوضیاف
- نخست‌وزیر حسین آیت أحمد
- وزیر امور خارجه سعد دحلب
- به همراه ۵ وزیر دیگر در مناصب مختلف حکومتی[۲]

## اولین موضعگیری رسمی دولت موقت جمهوری الجزایر
در روز هفدهم سپتامبر ۱۹۵۸ دولت موقت جمهوری الجزایر اعلام گردید. این اعلامیه در قاهره منتشر گردید و بنام مردم مبارزی که طی ۴ سال برای استقلال کشورشان مبارزه کرده و این دولت را که اشغالگران از سال ۱۸۳۰ آن را بلعیده بودند، برپا کرده بودند نام گذاری شد. و به این شکل وحشیانه‌ترین دوران غارتگری که در قرن گذشته شکل گرفته بود و می‌خواست مردم را از هویت و تاریخ خودشان تهی کند به پایان رسید .

۴ سال بر مردم ما گذشت در حالی که در تمام این مدت در میدان مقاومت و مبارزه علیه یکی از قوی‌ترین نیروهای نظامی دنبال بود و شهدای فراوانی نیز تقدیم نمود بنحوی که بیش از ۶۰۰ هزار شهید برای حصول آزادی بر خاک افتادند. ارتش آزادیبخش ملی با امکانات محدودی که داشت و با کمک گرفتن از دولت مصر به ریاست رهبر امت عرب جمال عبدالناصر توانست در مقابل ارتش مجهز فرانسه با تمامی توپخانه و هواپیما پیروز شود.